# Дом А. П. Елагиной
Дом А. П. Елагиной — исторический особняк в центре Москвы (Хоромный тупик, д. 4, стр. 6). В 1820—1840-х годах у хозяйки дома А. П. Елагиной собирался литературный салон, который посещали многие известные писатели и поэты того времени. Дом А. П. Елагиной имеет статус объекта культурного наследия федерального значения. В настоящее время он принадлежит корпорации «ВНИИЭМ».

## История
Особняк был построен, предположительно, в первой половине XVIII века. Тогда это были каменные палаты фабриканта И. И. Тележникова. В конце XVIII века палаты принадлежали медику и профессору Московского университета Ф. Г. Политковскому.
После 1812 года дом принадлежал чиновнику Д. Б. Мертваго. В 1824—1827 годах дом снимал камергер М. М. Сонцов, муж Е. Л. Пушкиной, тёти А. С. Пушкина. В салоне Е. Л. Пушкиной читал лекции о новейшей французской литературе А. Декамп. Посещал эти лекции и А. С. Пушкин. Как писал П. И. Бартенев со слов А. П. Елагиной, она «по знакомству с Декампом взяла билет и ездила слушать. В самую первую лекцию она встретила там Пушкина, который подсел к ней и во все время чтения смеялся над бедным французом и притом почти вслух. Это совсем уронило лекции. Декамп принужден был не докончить курса, и после долго в этом упрекали Пушкина».
В конце 1820-х годов дом приобрёл штабс-капитан А. А. Елагин, муж А. П. Елагиной. Литературный салон в доме Елагиных, называемый «республикой у Красных ворот», посещали А. И. Герцен, Н. П. Огарёв, Е. А. Баратынский, П. Я. Чаадаев, В. Ф. Одоевский, А. С. Хомяков, В. А. Жуковский и другие известные писатели и поэты. Один из постоянных посетителей салона К. Д. Кавелин, вспоминал: 

… дом и салон Авдотьи Петровны были одним из наиболее любимых и посещаемых средоточий русских литературных и научных деятелей. Все, что было в Москве интеллигентного, просвещенного и талантливого, съезжалось сюда по воскресеньям. Приезжавшие в Москву знаменитости, русские и иностранцы, являлись в салон Елагиных. В нём преобладало славянофильское направление, но это не мешало постоянно посещать вечера Елагиных людям самых различных воззрений… Здесь они встречались и знакомились со всем, что тогда было выдающегося в русской литературе и науке, прислушивались к спорам и мнениям, сами принимали в них участие и мало-помалу укреплялись в любви к литературным и научным занятиям… 